# Mario Spreáfico García
Mario Spreáfico García (Sidi Bel Abbès, Argelia, 12 de abril de 1883 - Archena, 13 de febrero de 1966) fue un médico y político español.

## Biografía
Su padre era José Spreáfico, un médico malagueño, que ejercía su profesión en el Balneario de Archena. Su madre era Dolores García, una caritativa señora de profundas convicciones cristianas. Su abuelo paterno era italiano, liberal y partidario de Garibaldi y por su ideología política fue condenado a muerte.
Militante de Partido Republicano Radical fundado por Alejandro Lerroux, se presentó a las elecciones municipales del 12 de abril de 1931 siendo el concejal más votado. En 1934 cesó como concejal en Archena al pasar a formar parte, como vocal, del Tribunal de Garantías para la Región Murcia-Albacete.
Se inició en masonería en la Logia Miravete de Murcia, perteneciente a la Gran Logia Regional del Sudeste de España dentro de la federación Grande Oriente Español. También formó parte en 1933 del Triángulo masónico "Garibaldi".
En 1936 fue nombrado delegado del gobierno (presidente) de la Confederación Hidrográfica del Segura. Al acabar la guerra civil Española sufrió años de cárcel, tras ser condenado a 30 años, por su actividad política y por su pertenencia a la masonería.

## Homenajes
En el Pleno municipal de Archena del 12 de diciembre de 1930 se nombró a don Mario Spreáfico, por unanimidad, "Hijo Adoptivo de la Villa de Archena".
En dicha localidad, le dieron su nombre a un barrio de la misma.